# جوزيه مانويل باربوزا ألفيس
جوزيه مانويل باربوزا ألفيس الشهير باسم جوزيه كويلهو (4 فبراير 1990) لاعب كرة قدم برتغالي من دون نادي حاليا ويجيد اللعب في مركز الوسط المهاجم كما يجيد اللعب في مركزي الجناح الأيمن والجناح الأيسر.

## روابط خارجية
- جوزيه مانويل باربوزا ألفيس على موقع قاعدة بيانات كرة القدم.إي يو (الإنجليزية)
- جوزيه مانويل باربوزا ألفيس على موقع Soccerway.com (الإنجليزية)